# Chácara Tangará
Chácara Tangará foi uma propriedade rural pertencente a Francisco Matarazzo Pignatari, localizada no distrito da Vila Andrade, Zona Sul do município de São Paulo. Comprada pela Lubeca S/A Empreendimentos e Participação em outubro de 1986, a área total de 482.215,63m² comporta, hoje, o bairro Panamby e o Parque Burle Marx. Foi tombada pelo CONDEPHAAT em 1994.

## A luxuosa residência e os jardins Burle Marx
Conhecido como Baby Pignatari, o empresário ítalo-brasileiro, na década de 50, viu na propriedade a oportunidade de prestar uma homenagem à namorada e princesa austríaca, Ira von Furstenberg. A ideia era construir a maior casa do Morumbi, cerca de 3.000 metros quadrados, para os dois viverem. Para isso, contratou o arquiteto Oscar Niemeyer, responsável pelo projeto, e o arquiteto paisagista Roberto Burle Marx, responsável por projetar jardins que enfeitassem a mansão. O romance, entretanto, terminou antes mesmo das obras se concluírem: a casa inacabada com apenas o jardim lateral finalizado, ficou abandonada até os meados dos anos 80, quando faleceu o único herdeiro, Giulio Cesare, filho do primeiro casamento de Baby, e o terreno fosse adquirido pela Lubeca S/A Empreendimentos e Participação.

## O loteamento da Chácara Tangará
A intenção da Lubeca em transformar aquela pequena reserva florestal em um empreendimento imobiliário logo mobilizou grupos ambientalista, que reivindicava a legislação sobre vegetação arbórea para proteger aquela área da ocupação imobiliária - formando o Movimento Pró-Parque Tangará.
[...] cobertura vegetal de porte arbóreo, aproximadamente 72%, sendo que grande parte (45%) é [era] composta de vegetação de mata secundária em estágio avançado de recuperação, caracterizando-se como um dos últimos testemunhos da Mata Atlântica de Planalto na área urbana de São Paulo. Outra porção da vegetação é composta de pomares e plantas ornamentais (7,5%) e em apenas 18% a cobertura é por eucaliptos. (Ferraz e Varjabedian, 1989)”.
Um projeto de lei, aprovado na gestão de Jânio Quadros, teve uma grande influência na formação estética do bairro Panamby: ela previa a construção de duas ruas que resultaria a divisão da Chácara Tangará em três glebas. A empresa Lubeca, interessada no arruamento do terreno, logo se prontificou e iniciou as obras. Mas a solicitação de tombamento da área junto ao Condephaat e ao Conpresp, por parte da Associação dos Geógrafos Brasileiros (AGB-SP), alegando a biodiversidade do local, forçou a empresa interrompê-las e iniciar um acordo com o poder público municipal. A partir das negociações, durante a gestão de Luiza Erundina, decidiu-se a criação do Parque Burle Marx. A decisão acabou se tornando benéfica para os agentes imobiliários, que enxergaram ali uma grande oportunidade de valorização.

### Itens do termo deste acordo com a prefeitura de São Paulo
- A doação de 24.110,78 m2 de área institucional para instalação de uma creche a ser construída pela Lubeca S/A com 600m2 de área construída (...);
- A doação de 138.279,22 m2 de área verde na forma de 2 (dois) parques públicos (...) a serem cercados e equipados (nos padrões do Parque do Morumbi) pela Lubeca S/A de acordo com projeto a ser apresentado pela mesma à municipalidade (...);
- A recomposição paisagística do jardim do paisagista Roberto Burle Marx, contido na área de um dos parques (...);
- A recuperação da vegetação já degradada contida nos dois parques públicos, de acordo com projeto a ser desenvolvido pela Lubeca S/A, através de seus técnicos especializados, com acompanhamento do Depave;
- A doação pela Lubeca S/A de 5.000 mudas de árvores para arborização de ruas na região da Administração Regional de Campo Limpo;
- A obrigação da Lubeca S/A em manter a vegetação de preservação permanente, que permanecer de propriedade privada, nos locais consignados no parecer do Prof. Dr. Hermógenes de Freitas Leitão Filho;
- A remoção da parcela da vegetação de preservação permanente que se fizer indispensável para acomodação das edificações que vierem a ser implantadas nas Glebas “B” e “C” (...) obedecida orientação do Depave, devendo a mesma vegetação ser transplantada para local a ser definido pela municipalidade, dentro dos limites do empreendimento;
- O direito da Lubeca S/A de computar o equivalente à área doada no cálculo do coeficiente de aproveitamento, nos termos da Lei Municipal 10.671/88, no que exceder às doações previstas na Lei Municipal 9.413/81, independentemente da forma de subdivisão em lotes (mantendo-se, principalmente, os coeficientes de aproveitamento dos lotes lindeiros à Avenida Marginal Oeste do Rio Pinheiros / Gleba “C”, considerados pelo projeto precedente – em face à modificação do parque privado para público) e, sem prejuízo do coeficiente de aproveitamento já deferido, decorrente da doação das áreas atingidas pelo sistema viário local (Ata de Reunião ocorrida em 04/09/1989).[6]

## Parque Burle Marx

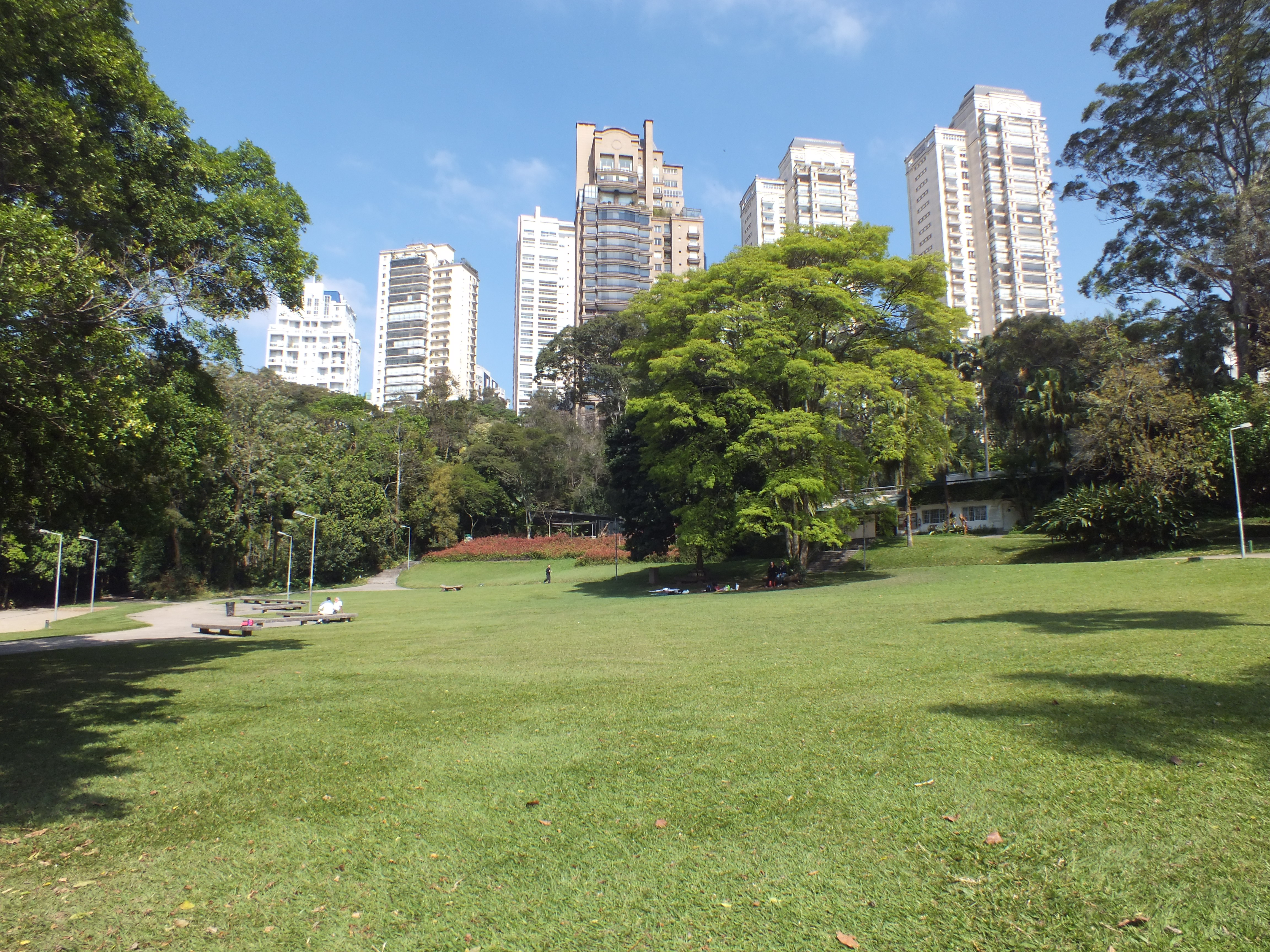
Parque Burle Marx

Em 1991, o arquiteto paisagista Roberto Burle Marx voltaria a Chácara Tangará para reformular o trabalho que havia iniciado quando contratado pelo empresário Pignatari, enquanto o escritório KRAF, coordenado pela arquiteta paisagista Rosa Kliass, articulava seu jardim com as áreas de reserva ambiental, caminhos de pedestres, áreas contemplativas e de lazer, transformando-o em parque municipal, inaugurado à população em 1995.
Apesar de ser um parque municipal público, Burle Marx conta com a administração privada da Fundação Aron Birmann - que o teve o direito de gerir o parque depois de firmar um convênio com a Prefeitura Municipal de São Paulo.
A área de aproximadamente 138 mil metros quadrados conta com trilhas, espaços para piqueniques e eventos, horta comunitária, estação de compostagem e algumas construções importantes para a história e arquitetura nacional: a Casa de Taipa e Pilão (utilizada pelo Ciclo Bandeirista) e o jardim Burle Marx.

## Palácio Tangará

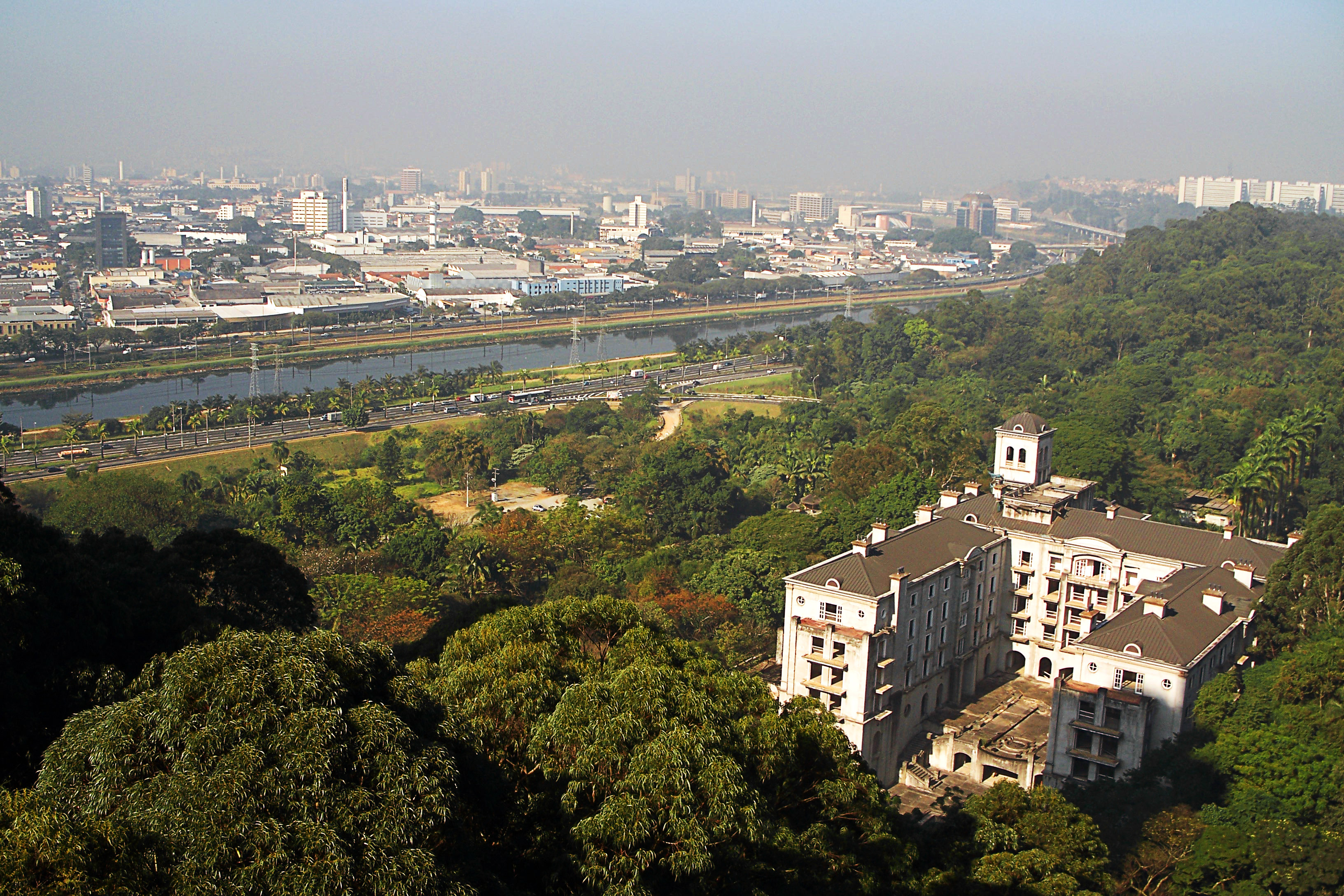
Palácio Tangará antes da venda para o grupo GTIS e com as obras inacabadas

Ainda na década de 90, degradada, a mansão projetada por Oscar Niemeyer foi demolida, visando um projeto idealizado pelo grupo Birmann: a construção do Palácio Tangará Hotel e Spa em seu lugar - uma sociedade entre o empresário Rafael Birmann e a Previ (fundo de pensão dos funcionários do Banco do Brasil).
As obras foram iniciadas em 1998, mas foram paralisadas três anos depois, quando o grupo Birmann enfrentou uma grave crise financeira. A dificuldade em encontrar um novo investidor deixou a obra parada por mais de uma década.
Em 2013, o grupo americano GTIS chegou a um acordo com o grupo Birmann e a Previ. O investimento concluiu os 30% da obra que ainda faltavam e fechou acordo de administração com a alemã Oetker Collection.
O hotel Palácio Tangará foi inaugurado no dia 10 de  maio de 2017. Na época, o executivo Celso do Valle, responsável por dirigir o luxuoso hotel, prometeu um novo conceito de luxo em hotelaria ao mercado paulistano. Todos os quartos têm vista para o verde do Parque Burle Marx e as diárias variam de R$ 1,6 mil a R$ 17 mil.

## Vila Andrade: Panamby

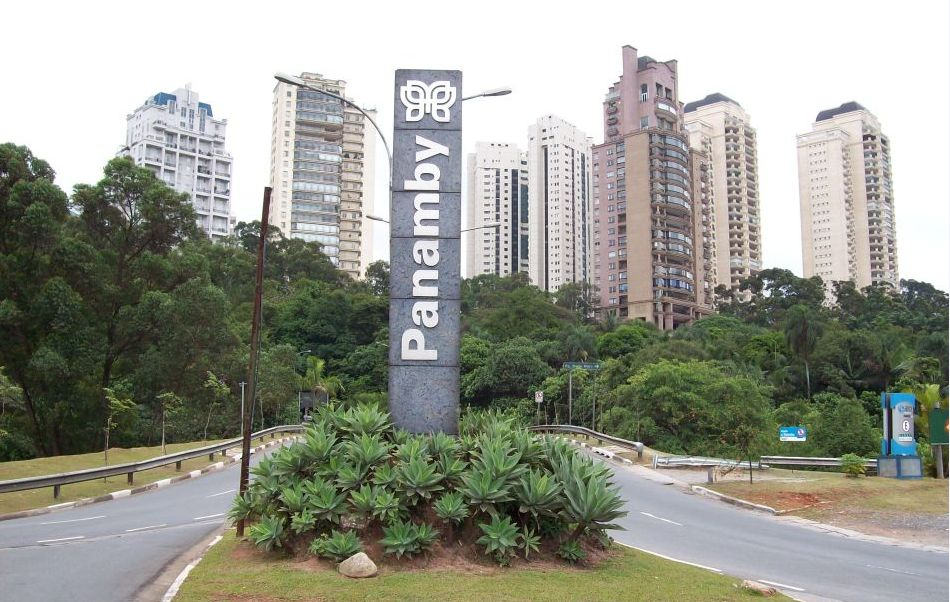
Bairro Panamby

Localizado no distrito de Vila Andrade, Panamby é um bairro nobre da Zona de Sul de São Paulo. Assim como no passado, convive constantemente com lutas de associações contra o empreendimento imobiliário para preservar e manter áreas verdes no bairro. Recentemente, através de uma ação popular (Movimento Amigos do Panamby), conseguiram suspender as obras do Parque Global - um empreendimento de luxo da construtora Bueno Netto.
Levando em consideração os bairros nobres da Zona Sul de São Paulo, como Morumbi e Jardins, Panamby tem o m² mais barato (média de R$ 9.985,83), dado que atrai novos moradores, além da particularidade de ser uma área mais arborizada dos que as outras duas regiões. Resultado disso é o crescimento populacional que o bairro passou na última década: de 73.649 para 127.015 (um aumento de 72%). O novo cenário, trouxe, até então, um problema que era inexistente: os altos índices de congestionamento.
Panamby também receberá uma estação da futura Linha 17 do Metrô de São Paulo, o que tem mobilizado alguns moradores manifestarem-se contra o projeto, tendo em vista que, por se tratar de um monotrilho, mudaria drasticamente a paisagem do bairro.

## Contraste entre os bairros

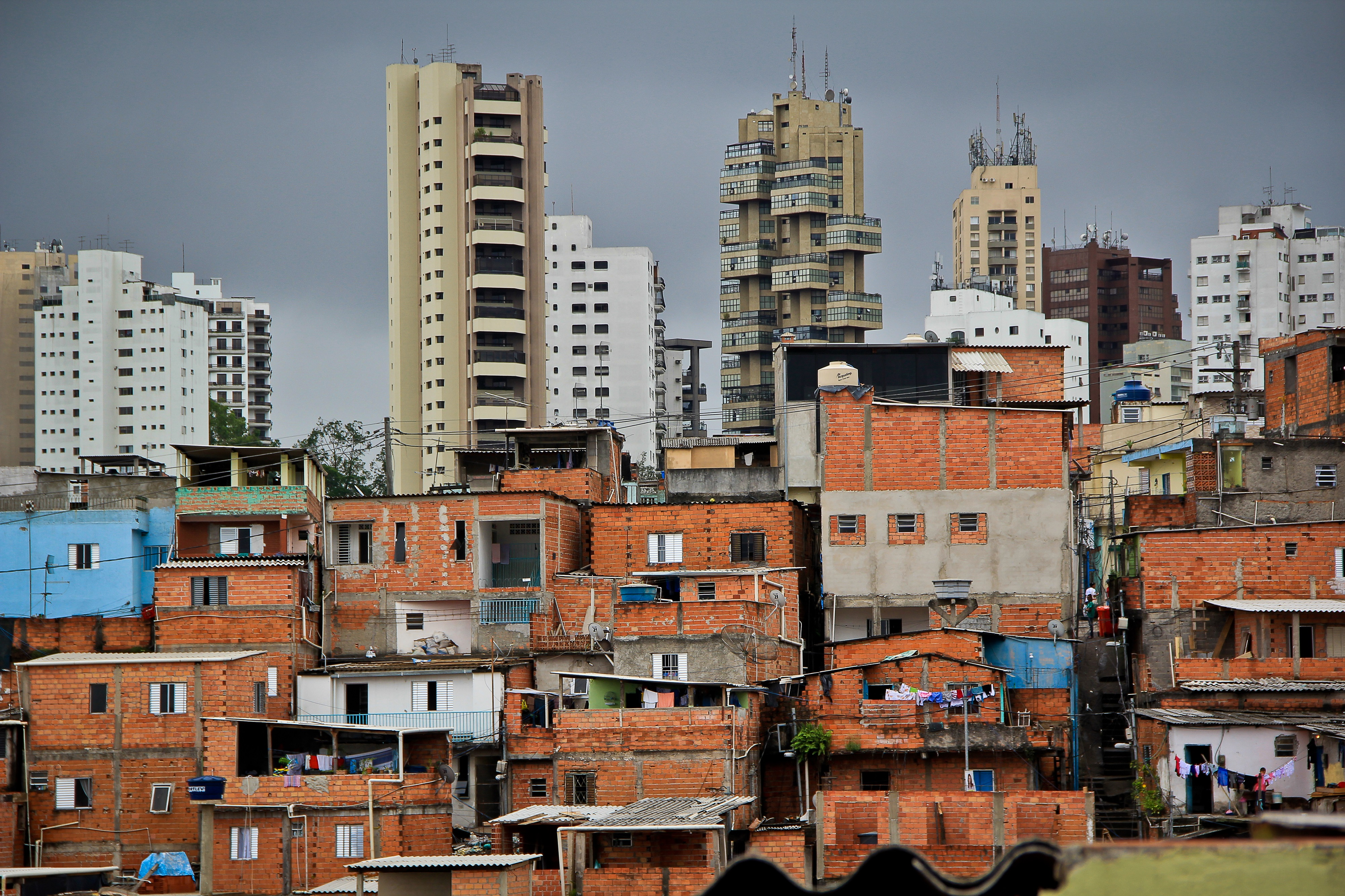
Contraste entre Paraisópolis e os bairros próximos

Outra chamativa característica do distrito é a visível desigualdade social. A proximidade do bairro Panamby com a favela de Paraisópolis coloca em contraste a densidade da maior favela paulista com os luxuosos edifícios milionários da Avenida Giovanni Gronchi. Diferente do que houve em Panamby, a favela de Paraisópolis é origem de uma ocupação de terrenos, realizada na década de 50, de caráter semi-rural, por famílias de baixa renda.

### Dados do distrito Vila Andrade
- Área: 10,3 km²
- População: 99.274 hab. (2010)[18]
- População residente em favelas:  29.703 hab. (2000)[19]
- Densidade demográfica (Hab/km²): 12.332/km² (2017)[20]
- Renda média: R$ 3.383,44

### Dados do bairro Paraisópolis[21]
- Área: 1,1779km²
- População: 56.369 hab. (2010)
- Densidade demográfica (hab/m²): 47.855,51/km²
- Renda média: R$ 469,78